# Frog City Software
Frog City Software — американская компания-разработчик видеоигр, расположенная в Сан-Франциско. Была основана Рэйчел Бёрнштейн, Биллом Спиетом и Тедом Спиетином в октябре 1994. 8 мая 2003 года, с релизом Tropico 2: Pirate Cove, Frog City Software была поглощена Take-Two Interactive. 25 января 2005 года Take-Two Interactive объявила об основании новой дочерней компании, занимающейся издательством игр — 2K Games, которая отныне будет управлять всеми студиями, в том числе Frog City Software.
6 июня 2006 года разработка новой игры компании под названием Snow была отменена. Frog City Software была закрыта позже в том же году.

## Разработанные игры
- Imperialism (1997; Classic Mac OS, Microsoft Windows)
- Imperialism II: Age of Exploration (1999; Classic Mac OS, Microsoft Windows)
- Pantheon (отменена в 2000; Microsoft Windows)[5]
- Trade Empires (2001; Microsoft Windows)
- Tropico 2: Pirate Cove (2003; Mac OS X, Microsoft Windows)
- Snow (отменена в 2006; Microsoft Windows, Xbox)